# Léo Vincent
Léo Vincent (Vesoul, 6 november 1995) is een Frans baan- en wegwielrenner.

## Carrière
Door in 2016 onder meer derde te worden in de Ronde van de Isard en vierde in de Ronde van Savoie kreeg Vincent een stageperiode aangeboden bij FDJ. Aan het begin van die periode werd bekend dat hij zich met ingang van 2017 voor twee seizoenen aan de Franse ploeg had verbonden.
Zijn seizoensdebuut maakte Vincent in de door zijn ploegmaat Arthur Vichot gewonnen GP La Marseillaise, waar hijzelf op de negentigste plek eindigde. Een maand later eindigde hij op de vijftiende plek in het algemeen klassement van de Ronde van de Provence, wat hem de eerste plek in het jongerenklassement opleverde.

## Overwinningen
2015
4e etappe Ronde van de Isard
5e etappe Tour des Pays de Savoie
2017
Jongerenklassement Ronde van de Provence

## Resultaten in voornaamste wedstrijden
| Jaar | Ronde van Italië | Ronde van Frankrijk | Ronde van Spanje |
| ---- | ---------------- | ------------------- | ---------------- |
| 2017 |                  |                     |                  |
| 2018 |                  |                     | 77e              |
| 2019 |                  |                     |                  |
| 2020 |                  |                     |                  |

| Jaar | Amstel Gold Race | Luik-Bast.‑Luik | Ronde van Lombardije | Waalse Pijl | Parijs-Tours |  | Wereldranglijsten |
| ---- | ---------------- | --------------- | -------------------- | ----------- | ------------ |  | ----------------- |
| 2017 |                  |                 |                      |             | 108e         |  | 389e (UWT)        |
| 2018 |                  | opgave          | opgave               | opgave      |              |  |                   |
| 2019 | opgave           |                 |                      | opgave      |              |  |                   |
| 2020 |                  |                 |                      |             | opgave       |  |                   |

## Ploegen
- 2015 –  Roubaix Lille Métropole (stagiair vanaf 1-8)
- 2016 –  FDJ (stagiair vanaf 27-7)
- 2017 –  FDJ
- 2018 –  Groupama-FDJ
- 2019 –  Groupama-FDJ
- 2020 –  Groupama-FDJ

Bonnet · Chavanel · Courteille · Delage · Démare · Eiking · Elissonde · Fischer · Fournier · Geniez · Hoelgaard · Konovalovas · Ladagnous · Le Bon · Le Gac · Lecuisinier · Maison · Manzin · Morabito · Offredo · Pichon · Pineau · Pinot · Reichenbach · Reza · Roux · Roy · Sarreau · Vaugrenard · Vichot · Doubey (stagiair) · Gaudu (stagiair) · Vincent (stagiair)
Bonnet · Cimolai · Courteille · Delage · Démare · Eiking · Fournier · Gaudu · Guarnieri · Hoelgaard · Konovalovas · Ladagnous · Le Bon · Le Gac · Ludvigsson · Maison · Manzin · Molard · Morabito · Pineau · Pinot · Reichenbach · Reza · Roux · Roy · Sarreau · Vaugrenard · Vichot · Vincent · Armirail (stagiair) · Madouas (stagiair) · Seigle (stagiair)
Armirail · Bonnet · Cimolai · Delage · Démare · Duchesne · Gaudu · Guarnieri · Hoelgaard · Konovalovas · Ladagnous · Le Gac · Ludvigsson · Madouas · Molard · Morabito · Pinot · Preidler · Reichenbach · Roux · Roy · Sarreau · Seigle · Sinkeldam · Thomas · Vaugrenard · Vichot · Vincent
Armirail · Bonnet · Delage · Démare · Duchesne · Frankiny · Gaudu · Geniets · Guarnieri · Hoelgaard · Konovalovas · Küng · Ladagnous · Le Gac · Ludvigsson · Madouas · Molard · Morabito · Pinot · Preidler · Reichenbach · Roux · Sarreau · Scotson · Seigle · Sinkeldam · Thomas · Vaugrenard · Vincent · Brunel (stagiair) · Jerman (stagiair) · Louvel (stagiair)
Armirail · Bonnet · Brunel · Delage · Démare · Duchesne · Frankiny · Gaudu · Geniets · Guarnieri · Gugliemi · Konovalovas · Küng   · Ladagnous · Le Gac · Lienhard · Ludvigsson · Madouas · Molard · Pinot · Reichenbach · Roux · Sarreau · Scotson · Seigle · Sinkeldam · Thomas · Vincent · Davy (stagiair) · Stewart (stagiair)